# Denis Viger
Denis Viger (6 juin 1741 – 16 juin 1805)  était charpentier, homme d'affaires et homme politique du Bas-Canada.
Il est né à Montréal en 1741, le fils d'un cordonnier. Il a travaillé comme charpentier et a sculpté également des objets en bois pour l'église de Saint-Denis. En 1772, il épousa Périne-Charles, la fille de François-Pierre Cherrier, un notaire. Viger a ensuite travaillé pour l'Hôtel-Dieu de Montréal. Il était également impliqué dans la vente et l'exportation de potasse. En 1796, il est élu à la Assemblée législative du Bas-Canada à Montréal est un partisan du parti canadien.
Il mourut à Montréal en 1805. Son fils Denis-Benjamin Viger a joué un rôle important dans la politique de la province. Son neveu, Jacques Viger, fut le premier maire de Montréal et devenue avocat et également siégé à l'Assemblée législative de son neveu Louis-Michel Viger.